# Цикики (Трапани)
Цикики је насеље у Италији у округу Трапани, региону Сицилија.
Према процени из 2011. у насељу је живело 17 становника. Насеље се налази на надморској висини од 73 м.